# N ili M?
N ili M ? (izdan 1941.) je roman "kraljice krimića" u kojem su predstavljeni Tommy i Tuppence.

## Radnja
U tijeku je Drugi svjetski rat. Rat, međutim, nije nimalo izmijenio Sans Souci, malo obalno ljetovalište. I dalje je nastanjeno umirovljenim vojnim časnicima, postarijim damama sklonima ogovaranju, bezopasnim ekscentricima, mladim ljubavnim parovima, a tu su i hipohondar i njegova bezlična žena, mlada majka, izbjeglica iz Njemačke... Ipak, vjeruje se da se među njima nalaze i špijuni, N i M, muškarac i žena, nacistički plaćenici koji se predstavljaju za obične građane i koji imaju važan zadatak u najavljenoj invaziji na Otok. Sredovječni bračni i špijunski par, Tommy i Tuppence Beresford dobiva zadatak da među tim šarolikim društvom u Sans Souciju otkrije izdajice. 